# Lipscomb, Alabama
Lipscomb är en ort i Jefferson County i Alabama. Enligt 2010 års folkräkning hade Lipscomb 2 210 invånare.